# North American Soccer League 1970
La North American Soccer League 1970 fu la terza edizione dell'omonima lega calcistica. Parteciparono sei squadre e si laurearono campioni i Rochester Lancers, 

## Avvenimenti
Giunta alla sua terza edizione, la NASL perse un ulteriore club tra i 5 superstiti che avevano disputato il campionato precedente. Tuttavia fu la prima edizione ad avere nuove iscrizioni, per la precisione i Rochester Lancers e i Washington Darts, che avevano abbandonato l'American Soccer League. I Darts furono tra l'altro la prima franchigia ad essere allenata da un nero, il trinidadiano Lincoln Phillips.
Anche l'edizione 1970, come quella precedente, vide schierate solo squadre statunitensi. Fu l'ultima volta che la NASL rimase un torneo limitato agli Stati Uniti: dall'edizione successiva, infatti, annoverò sempre almeno una compagine proveniente dal Canada. 

## Formula
Le squadre erano suddivise in due division in base alla loro posizione geografica. Ogni squadra giocava 24 incontri, quattro (due in casa e due in trasferta) contro ciascun avversario, quattro contro altrettante squadre straniere selezionate: in questa stagione furono gli inglesi del Coventry City, i tedeschi dell'Hertha Berlino, i portoghesi del Varzim e gli israeliani del Hapoel Petah Tiqwa.
La prima classificata di ogni division giocava la finale play-off per il titolo.
Venivano attribuiti 6 punti per ogni vittoria, 3 punti per ogni pareggio e 1 punto per ogni gol segnato, fino ad un massimo di 3 per ogni incontro.

## Squadre partecipanti
| Club              | Stagione | Città       | Stadio                   | Stagione precedente           |
| ----------------- | -------- | ----------- | ------------------------ | ----------------------------- |
| Atlanta Chiefs    | dettagli | Atlanta     | Tara Stadium             | 2º posto                      |
| Dallas Tornado    | dettagli | Dallas      | Cotton Bowl              | 3º posto                      |
| K.C. Spurs        | dettagli | Kansas City | Municipal Stadium        | Vincitore della NASL          |
| Rochester Lancers | dettagli | Rochester   | Aquinas Memorial Stadium | Semifinali play-off della ASL |
| St. Louis Stars   | dettagli | Saint Louis | Busch Memorial Stadium   | 4º posto                      |
| Washington Darts  | dettagli | Washington  | Brookland Stadium        | Vincitore della ASL           |

## Classifiche regular season

### Northern Division
|  | Pos. | Squadra           | Pt  | G  | V | N | P  | GF | GS |
|  | ---- | ----------------- | --- | -- | - | - | -- | -- | -- |
|  | 1.   | Rochester Lancers | 111 | 24 | 9 | 6 | 9  | 41 | 45 |
|  | 2.   | K.C. Spurs        | 100 | 24 | 8 | 6 | 10 | 42 | 44 |
|  | 3.   | St. Louis Stars   | 60  | 24 | 5 | 2 | 17 | 26 | 71 |

### Southern Division
|  | Pos. | Squadra          | Pt  | G  | V  | N | P  | GF | GS |
|  | ---- | ---------------- | --- | -- | -- | - | -- | -- | -- |
|  | 1.   | Washington Darts | 137 | 24 | 14 | 4 | 6  | 52 | 29 |
|  | 2.   | Atlanta Chiefs   | 123 | 24 | 11 | 5 | 8  | 53 | 33 |
|  | 3.   | Dallas Tornado   | 92  | 24 | 8  | 4 | 12 | 39 | 39 |

## Finale
| Rochester 5 settembre 1970 | Rochester Lancers | 3 – 0 | Washington Darts | Aquinas Memorial Stadium (9.321 spett.) |

| Washington 13 settembre 1970 | Washington Darts | 3 – 1 | Rochester Lancers | Brookland Stadium (5.543 spett.) |